# Seamus Blackley
Jonathan "Seamus" Blackley (1968) es un físico y diseñador de videojuegos estadounidense. También se conoce su trayectoria como exagente de Creative Artists Agency donde fungió como representante de los creadores de videojuegos. Es mejor conocido por crear y diseñar la Xbox original en 2001. 

## Carrera
Se matriculó a la Universidad Tufts para estudiar ingeniería eléctrica. Después, Blackley se cambió a la carrera de física de la que se graduó en 1990, con  Summa cum Honore en Tesis. Como estudiante universitario, publicó su primer artículo en el Journal of Magnetic Resonance. Una vez graduado de la Universidad, estudió física de altas energías en el Laboratorio Nacional del Acelerador Fermi, hasta que el proyecto Superconducting Supercollider fue cancelado en 1993.
Luego de su experiencia en el Laboratorio Nacional del Acelerador Fermi, Blackley comenzó a trabajar en Blue Sky Productions, la misma que después se llamaría Looking Glass Studios. Además de su trabajo en Ultima Underworld y System Shock, Blackley ayudó a crear el sofisticado sistema de física en Flight Unlimited. 
Tras la finalización de Flight Unlimited en 1995, Blackley planeó utilizar el código de dinámica de fluidos computacional (CFD) de ese juego para crear un simulador de vuelo de combate llamado Flight Combat. Sin embargo, dejó la empresa en 1995 después de ser despedido al negarse ante un nuevo gerente de Looking Glass Studios a diseñar una secuela directa de Flight Unlimited que compitiera con Microsoft Flight Simulator.
Después de Looking Glass, Blackley trabajó en DreamWorks Interactive como productor ejecutivo de Jurassic Park: Trespasser, un videojuego secuela de la película The Lost World: Jurassic Park. Trespasser fue diseñado para utilizar un motor de juego rico en física para gran parte de la animación del juego. El juego debía haberse enviado a finales de 1997 como parte de un acuerdo que Dreamworks había hecho con un fabricante de chips de computadora, pero el juego sólo se completó parcialmente; el trato con las fichas fracasó y el presupuesto para el juego se redujo significativamente. Aunque el título finalmente se publicó en 1998, su fracaso se hizo famoso y Blackley asumió toda la responsabilidad por sus fallas.
Conoció a Bill Gates, entonces director ejecutivo de Microsoft durante los eventos de prensa de Trespasser. Gates quedó impresionado con los logros técnicos de Trespasser y decidió ayudar a Blackley a conseguir un trabajo en Microsoft. Así fue como en febrero de 1999 ingresó con el puesto de Director de Programa de Gráficos de Entretenimiento, donde en inicio trabajó en DirectX. Ese mismo año, en 1999, Sony presentó la PlayStation 2, que comercializaron como una plataforma para el salón que superaría a Microsoft Windows y Linux. La noticia preocupó dentro de Microsoft porque los enfrentaba al dilema de cómo podrían desafiar a Sony. Para ese entonces, Blackley ya había reconocido que, algunos de los problemas de Microsoft para el soporte de juegos, estaban en la gran cantidad de configuraciones posibles con las que tenían que lidiar y sus intentos con tecnologías como DirectX para estandarizarlas. Un día, mientras volaba de regreso a Seattle luego de visitar a su novia en Boston, tuvo la idea de que Microsoft podría diseñar su propia consola utilizando un hardware estandarizado y capaz de aprovechar un mayor conjunto de recursos de hardware. Dada la influencia de la compañía venció a Sony en su propio juego. Ahí se gestó el origen de la propuesta inicial de Xbox, misma que Gates aprobó y ayudó a formar el equipo que diseñó y construyó el dispositivo. Luego, promovió la Xbox entre los desarrolladores de juegos de todo el mundo.
En 2002 Blackley dejó Microsoft para cofundar Capital Entertainment Group con su excompañero de trabajo de Microsoft, Kevin Bachus. Con él había estado desarrollando Xbox. CEG tenía como misión reformar los modelos de financiación disponibles en la industria de los juegos, siguiendo el modelo de los estudios de Hollywood, para proporcionar más flexibilidad y control creativo a los creadores de juegos, y aflojar el control que los editores tenían sobre la industria de los juegos. CEG no pudo terminar un juego antes de retirarse en 2003. En 2007, Blackley recibió el premio PT Barnum de la Universidad de Tufts por su trabajo excepcional en el campo de los medios y el entretenimiento.
Desde 2003 hasta mayo de 2011, Blackley representó a los desarrolladores de videojuegos en Creative Artists Agency, uno de sus logros fue posicionar a los videojuegos dentro de la industria del entretenimiento. En febrero de 2012, Blackley cofundó Innovative Leisure con el fin de reclutar programadores de la época dorada de los videojuegos arcade para escribir juegos móviles. En 2017, Blackley asumió el cargo de director del equipo de investigación y desarrollo de la startup de realidad aumentada Daqri para explorar métodos de producción de hologramas más potentes y en 2018 se convirtió en el director ejecutivo de la startup tecnológica Pacific Light and Hologram.
En 2019, Blackley apareció como él mismo en el episodio 172 de la serie web Angry Video Game Nerd, respondiendo preguntas sobre el desarrollo del videojuego Trespasser.
Durante la pandemia de COVID-19, Blackley llamó la atención por sus hilos instructivos en Twitter (hoy conocida como X) sobre cómo hornear pan de masa madre utilizando levadura antigua y métodos de horneado históricos. En 2021, presentó en esa misma plataforma, el método para hacer los Bagels siguiendo la más estricta tradición. 